# Pityeja tigridata
Pityeja tigridata là một loài bướm đêm trong họ Geometridae.